# Gonimbrasia desena
Gonimbrasia desena is een vlinder uit de familie nachtpauwogen (Saturniidae). De wetenschappelijke naam van deze soort is voor het eerst geldig gepubliceerd in 2009 door Vinciguerra.
De soort komt voor in tropisch Afrika.